# Berberis potaninii
Berberis potaninii är en berberisväxtart som beskrevs av Carl Maximowicz. Berberis potaninii ingår i släktet berberisar, och familjen berberisväxter. Inga underarter finns listade i Catalogue of Life.